# Бриндзан Касіян
Бриндзан Касіян (10.03./26.02 1871 — 27.01.1946) — церковний та громадський діяч, член Буковинської делегації Української Національної Ради.

## Життєпис
Народився в родині резешів (дрібних шляхтичів) в с. Товтри повіт Заставна на Буковині (тепер Заставнівського району Чернівецької області). 1882—1889 навчався в державній вищій гімназії в Чернівцях. Середню освіту завершив у 1891 р. в державній вищій гімназії в Радівцях на Південній Буковині (тепер Румунія). В 1891—1895 рр. студіював теологію на богословському факультеті Чернівецького університету, де 02.08.1895 р. отримав абсолюторіум, а 08.01.1902 р. був промований доктором теології. Автор «Літургіки», укладеної українською мовою.
Отримав дияконські свячення від митрополита Аркадія (Чуперковича) у вересні 1896 р. в Кимполунзі на Південній Буковині (тепер Румунія) з нагоди посвячення нової православної церкви у м. Кимполунг, невдовзі був висвячений ним же на священника. Тимчасовий душпастир в пенітенціарному закладі в Станіславові з 1897 р., з березня 1898 р. іменований постійним душпастирем. З 1905 р. парох в с. Мілієве повіту Вижниця на  Буковині (тепер Вижницького району Чернівецької області).

### Громадська діяльність у часи Австро-Угорщини
Як один з представників громади с. Мілієве брав участь у скликаних М. Васильком зборах мужів довір'я судового повіту Вижниця 23.04.1907 р., які висловили підтримку діяльності українських депутатів австрійського парламенту.
З перших років діяльності член «Товариства православних українських священників на Буковині», член правління з 1909 р., голова товариства в 1914 р. У вересні 1911 р. іменований екзархом та слов'янським проповідником в архієпископському кафедральному соборі в Чернівцях. Водночас виконував функцію помічника референта митрополичої консисторії, однак ніколи не був іменований повноправним радником-членом консисторії. У лютому 1913 р. іменований членом крайової цензурної експертної комісії по наданню дозволів на публічні представлення за допомогою кінематографу. Усі Чернівцях був активним членом товариства «Українське Касино», яке містилося в Українському Народному Домі, виконуючи роль українського клубу та центру українського громадського життя міста. Під час кризи в українському політичному таборі на Буковині, спричиненої  неплатоспроможністю  українських кредитних установ, стояв на стороні М. Василька та очоленої ним національно-демократичної партії. На загальних зборах Союзу українських хліборобських спілок на Буковині «Селянська Каса», які відбулися 17.06.1913 р. в Народному Домі в Чернівцях обраний головою надзорчої ради Союзу (голова Т. Іваницький), був переобраний на цю посаду на наступних загальних зборах Союзу 31.03.1914 р.
Як голова «Товариства православних українських священників на Буковині» 22.03.1914 р. підписав звернення українських організацій Буковини із закликом про спільне святкування ювілею Т. Шевченка на Буковині. У травні 1914 р. разом з генеральним вікарієм буковинської митрополії О.-А. Манастирським на прохання українських жіночих товариств відправив панахиди на могилах Ю. Федьковича, С. Воробкевича та Є. Ярошинської на Руському цвинтарі в Чернівцях. Влітку 1916 р. евакуйований до Праги, де увійшов до складу Комітету опіки над українськими збігцями в Празі (голова О. Попович). Повернувся в Чернівці відразу ж після втечі російських військ. 06.08.1917 р. разом з І. Тарнавським офіційно приймав в кафедральному соборі в Чернівцях цісаря Карла І під час його візиту на визволену від росіян Буковину. На першому після чотирирічної перерви засіданні крайового виділу в Чернівцях 02.06.1918 р. призначений членом кураторії Крайового банку Буковини. Обраний заступником голови відновленого 23.09.1918 р. товариства «Українське Касино» в Чернівцях.
На першій нараді Буковинської делегації Української Національної Ради в Чернівцях 24.10.1918 р. введений до її складу як представник українського православного духовенства Буковини. Підпис отця доктора К. Бриндзана стоїть під маніфестом Буковинської делегації УНР «До українського народу Буковини!», який закликав буковинських українців прийти на Віче 03.11.1918 р. та проголосити свою волю жити в українській державі.

### Діяльність за часів румунської влади на Буковині
У січні 1919 р. арештований в рамках розв'язаного румунською владою масового антиукраїнського терору після запровадження стану облоги на Північній Буковині. Арешт К. Бриндзана викликав хвилю обурення не лише на Буковині, але й в Галичині та на Наддніпрянщині. Проти масових і безпідставних арештів членів «буковинської української еліти» протестував 12.03.1919 р. в ноті до голови Паризької мирової конференції голова делегації Української Народної Республіки Г. Сидоренко, закликаючи вплинути на румунський королівський уряд для припинення ним терору щодо пригнічених українських громадян. Про арешт «українського проповідника катедральної православної церкви доктора Касіяна Бриндзана» говориться в ноті Буковинської делегації Української Національної Ради до Найвищої ради в Парижі від 30.12.1921 р.
Восени 1919 р., коли українці, німці та євреї Буковини солідарно бойкотували вибори до румунського парламенту на знак протесту проти дискримінаційної щодо національних меншостей політики окупаційної влади, Бринзан К. підписав спільно з доктором Володимиром Филиповичем (від української фракції) та докторами Касіяном Богатирцем і Євгеном Козаком (від російської фракції) публічну заяву про відмову українців брати участь у румунських виборах.
На початку 1920-х рр. працював професором релігії на українському відділенні державної учительської семінарії в Чернівцях. У 1922 р. іменований протопресвітером, в 1928 р. ставрофором. Як єдиний священник-українець серед духовенства катедрального собору в Чернівцях до середини 1920-х рр. мав дозвіл проповідувати українською мовою по неділях після вечірнього румунськомовного богослужіння, але вже в 1927 р. на українські проповіді було накладено повну заборону.
28.08.1933 р. румунська влада несподівано заборонила проведення попередньо дозволених жалібних богослужінь та протестаційного віча в Чернівцях, організованих Громадським Комітетом Рятунку України на підтримку жертв Голодомору в окупованій більшовиками Україні. На заплановану на 10 год. ранку панахиду в православному кафедральному соборі до Чернівців прибули тисячі людей та десятки православних священників з довколишніх сіл. Влада оголосила в місті поготівлю гарнізону, поліція оточила Український Народний Дім та арештували всіх присутніх там українських активістів. Поліція зачинила браму на подвір'я собору, жандарми примкнули багнети та почали набивати кріси. В останню хвилину депутатові румунського парламенту В. Залозецькому вдалося отримати від префектури дозвіл на розблокування церкви та проведення молебню. Отець протоієрей-ставрофор К. Бриндзан в ризах став перед царськими вратами, щоб відспівати «Отче наш» та короткий молебень, перед вівтарем вклякнули для молитви 20 священників, 5000 вірних молилися разом з ними, «Український Мужеський Хор» відспівав «Вічную пам'ять» та інші жалібні пісні. Навіть румунський священник Д. Бежан котрий того дня відправляв службу божу в соборі, почав відправляти по передвоєнному і слов'янською мовою.

### Економічна діяльність
На початку 1920-х рр. голова Централі українських позичкових і ощадних кас «Селянська Каса», яка з 1912 р. перебувала під управлінням Крайового банку, однак в умовах повоєнної інфляції зуміла погасити свою заборгованість.
Навесні 1923 р. брав участь у заснуванні єдиної в міжвоєнний період української банківської установи «Північно-Буковинський Банк», створеного на залишках майна «Селянської Каси». Член ради директорів української фінансової інституції «Кредитовий Банк», яка розміщувалася в приміщенні Українського Народного Дому в Чернівцях. Перед загрозою ймовірної конфіскації румунською державою майна товариств національних меншин від імені «Кредитового Банку» спільно з В. Ясеницьким 04.02.1924 р. підписав контракт з товариством «Український Народний Дім» на передачу нерухомого майна останнього у табулярну власність «Кредитового Банку» з правом необмеженого користування цим майном та правом його викупу (який наступив в 1931 р.). Як керівник різних взаємопов'язаних громадських та комерційних структур не раз зазнавав звинувачень в конфлікті інтересів на сторінках буковинської преси.

## Останні роки
У жовтні 1940 разом з родиною виїхав до Німеччини в рамках репатріаційного процесу між СРСР та Німеччиною. Перших кілька місяців перебував в таборі для переселенців в м. Гросвартенберг в Нижній Сілезії (тепер м. Сицув Олесницького повіту Нижньосілезького воєводства Польщі). У квітні 1941 р. переїхав на Холмщину, де мешкав до квітня 1944 р. З 1945 р. жив у м. Бад-Зальцуфлен (тепер в окрузі Детмольд землі Північний Рейн-Вестфалія в Німеччині), тут помер і був похований.